# Серебряный медведь
«Серебряный медведь» — серия призов международного жюри Берлинского кинофестиваля, вручаемых с 1956 года наряду с главным призом — «Золотым медведем». Скульптурный образ как «Золотого медведя», так и «Серебряного» выполнен Рене Синтенис.
Ежегодно жюри Берлинского кинофестиваля награждает «Серебряным медведем» фильмы, участвующие в официальном конкурсной программе, в следующих категориях: 
- Гран-при жюри — вручается фильму, занявшему второе место в основной конкурсной программе
- «Серебряный медведь» за лучшую режиссуру
- «Серебряный медведь» лучшей актрисе
- «Серебряный медведь» лучшему актёру
- «Серебряный медведь» за лучший короткометражный фильм
- «Серебряный медведь» за выдающиеся достижения в области киноискусства
- Приз Альфреда Бауэра[нем.]
- «Серебряный медведь» за лучшую музыку к фильму
- «Серебряный медведь» за лучший сценарий

Один из «Серебряных медведей» называется «Гран-при жюри» и вручается фильму, занявшему второе место в основной конкурсной программе. Пять «Серебряных медведей» вручаются за лучшую режиссуру, лучшую женскую роль, лучшую мужскую роль, за лучшую музыку для фильма и за выдающиеся достижения в области киноискусства. Приз Альфреда Бауэра вручается за «открытие новых путей в киноискусстве». Отдельно международное жюри короткометражных фильмов присуждает «Серебряного медведя» короткометражному фильму, занявшему второе место. С 2008 года «Серебряный медведь» вручается и в категории «Лучший сценарий».